# Национално знаме на Япония
Националното знаме на Япония, познато още като „слънчев флаг“ (на японски: 日章旗) или „Хиномару“ („слънчев диск“, на японски: 日の丸), е бяло с голям червен кръг в средата – символизиращ изгряващото слънце.
Легендите разказват, че произхода му лежи още от времето на монголските нашествия в Япония през 13 век, когато будисткият свещеник Ничирен предлага флагът със слънчевия диск на императора, за когото се е смятало, че е потомък на слънчевата богиня Аматерасу.